# ضغط الخلايا
ضغط الخلايا (بالإنجليزية: Cell Squeeze)‏ هو الاسم التجاري لتشويه الخلايا أثناء مرورها عبر فتحة صغيرة، مما يعطل غشاء الخلية ويسمح للمادة بالدخول إلى الخلية. وهي طريقة بديلة للخلايا electroporation (التنقيب الكهربائي ) أو اختراق الببتيد وتعمل على نحو مماثل إلى سرطان البحر في الخلية الفرنسية التي تعطل مؤقتًا الخلايا، بدلاً من أن تنفجر بالكامل.

## طريقة
يتم تحقيق التغيير المعطل للخلية عن طريق الضغط على الخلايا من خلال فتحة ضيقة في جهاز علم الموائع الدقيقه (Microfluidics ) يتكون الجهاز من قنوات محفورة في رقاقة تتدفق خلالها الخلايا بحرية في البداية. أثناء تحركهم عبر الجهاز، يضيق عرض القناة تدريجيًا. يسمح الغشاء المرن للخلية بتغيير شكلها وتصبح أرق وأطول، مما يسمح لها بالضغط من خلالها. عندما تصبح الخلية ضيقة أكثر، فإنها تنكمش بحوالي 30 إلى 80 مرة من حجمها الأصلي، والتغيير السريع القسري في شكل الخلية يخلق فجوات مؤقتة في الغشاء، دون إتلاف الخلية أو قتلها.
بينما يتم تعطيل غشاء الخلية، يمكن للجزيئات المستهدفة التي تمر عبر الخلية أن تدخل من خلال الثقوب الموجودة في الغشاء. عندما تعود الخلية إلى شكلها الطبيعي، يتم إغلاق الثقوب الموجودة في الغشاء. يمكن تسليم أي نوع من الجزيئات لأي نوع من الخلايا. تقارب الإنتاجية المليون في الثانية. الاضطرابات الميكانيكية يمكن أن تسبب تغيرات أقل في التعبير الجيني عن الطرق الكهربائية أو الكيميائية. يمكن أن يكون هذا أفضل في الدراسات التي تتطلب مراقبة الجينات في جميع الأوقات.

## تطبيقات
كما هو الحال مع تقنيات نفاذية الخلايا الأخرى، فإنه يمكن أن يقوم بإجراء المواد داخل الخلايا، مثل البروتينات، أو siRNAs ( فيروس نقص المناعة )، أو الأنابيب النانوية الكربونية. وقد استخدمت هذه التقنية لأكثر من 20 نوعًا من الخلايا، بما في ذلك الخلايا الجذعية الجنينية والخلايا المناعية الاوليه. ركزت التطبيقات الأساسية على الخلايا المناعية، على سبيل المثال:
1. SiRNAs لمكافحة فيروس نقص المناعة البشرية لمنع عدوى فيروس نقص المناعة البشرية في الخلايا T4 + T.
2. مستضد بروتين كامل ويمكِّن من معالجة المضاعفات المعقدة من النوع الكبير من النوع في الخلايا البائية متعددة المراكز، مما يسهل المناهج للقاحات القائمة على الخلايا البائية.

## تسويق
تم تطوير هذه العملية في عام 2013 من قبل أرمون شاري وأندريا آدمو، في مختبر روبرت لانجر وجينسن في معهد ماساتشوستس للتكنولوجيا. في عام 2014، أنشأت SIRZ SQZBiotech® لعرض التكنولوجيا. في ذلك العام، فازت شركة SQZBiotech® بالجائزة الكبرى التي تبلغ 100 ألف دولار في البرنامج السنوي السنوي الذي ترعاه MassChallenge في بوسطن.
منحت شركة بوينغ ومركز تطوير علوم الفضاء (CASIS) جائزة CASIS-Boeing لتكنولوجيا الفضاء لدعم استخدام Cell Squeeze® على محطة الفضاء الدولية (ISS).